# Emilia Luca
Emilia Luca, född 4 oktober 1969 i Bacău i Rumänien, är en rumänsk-tysk före detta handbollsspelare. Hon var vänsterhänt och spelade som högersexa.

## Karriär
Emilia Luca spelade först i Rumänien för HC Știința Bacău. Med sitt lag från Bacău vann hon Cupvinnarcupen 1988/1989. Vid en internationell turnering i Bad Urach lyckades Luca fly från sitt lag och stannade i Tyskland. Trots avstängning tränade hon med TV Lützellinden bara några dagar efter sin flykt. Hon spelade sedan för  TV Lützellinden. Hon spelade också i Tyskland för TV Mainzlar. Säsongen 1998/1999 blev hon skyttedrottning i Bundesliga med 201 mål för TV Mainzlar.  Med Mainzlar vann hon tyska cupen 2000/2001. Efter Mainzlar spelade Luca i den regionala ligan för TSG Leihgestern.
Emilia Luca spelade 85 landskamper med Rumäniens damlandslag i handboll. Efter att ha bytt medborgarskap i augusti 1995,  spelade hon 56 landskamper med Tysklands damlandslag i handboll. Med Tyskland deltog hon i världsmästerskapet i i handboll för damer 1995, OS 1996 i Atalanta, världsmästerskapet 1997 och EM 1998. Rumäniens olympiska kommitte hade kunnat stänga av henne från OS men valde att inte göra så. Hennes största merit med Tysklands damlandslag blev en bronsmedalj vid VM 1997. 

## Meriter i klubblsag
- Vinnare av EHF Cupvinnarcupen 1989 med HC Știința Bacău
- Vinnare av tyska cupen 2001 med TV Mainzlar